# Ф'єстад Густав
Густав Ф'єстад (швед. Gustaf Adolf Christensen Fjæstad, 22 грудня 1868, Стокгольм — 17 липня 1948, Арвіка) - шведський художник і дизайнер. Роботи Ф'єстада знаходяться у багатьох національних та міжнародних колекціях. Здобув широку міжнародну популярність як майстер снігового пейзажу. 

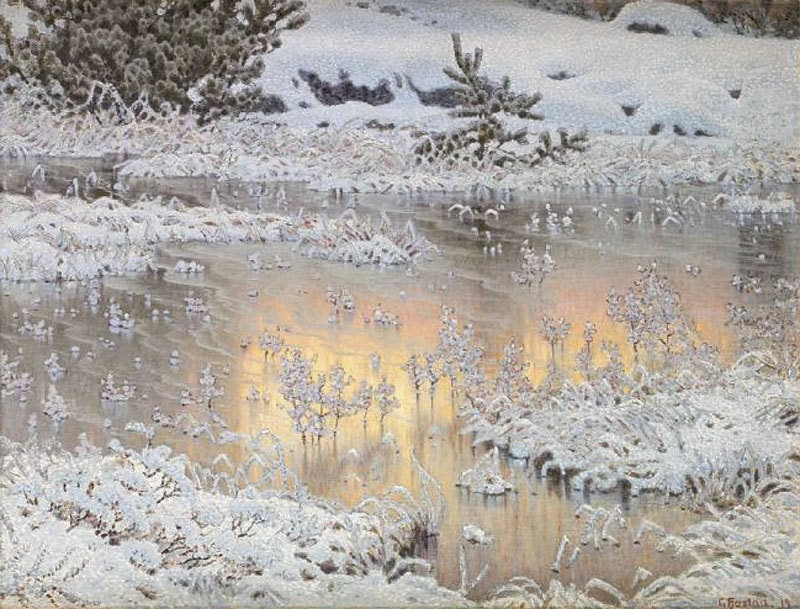
«Морозний ранок». Картина Густава Ф'єстада (1919)

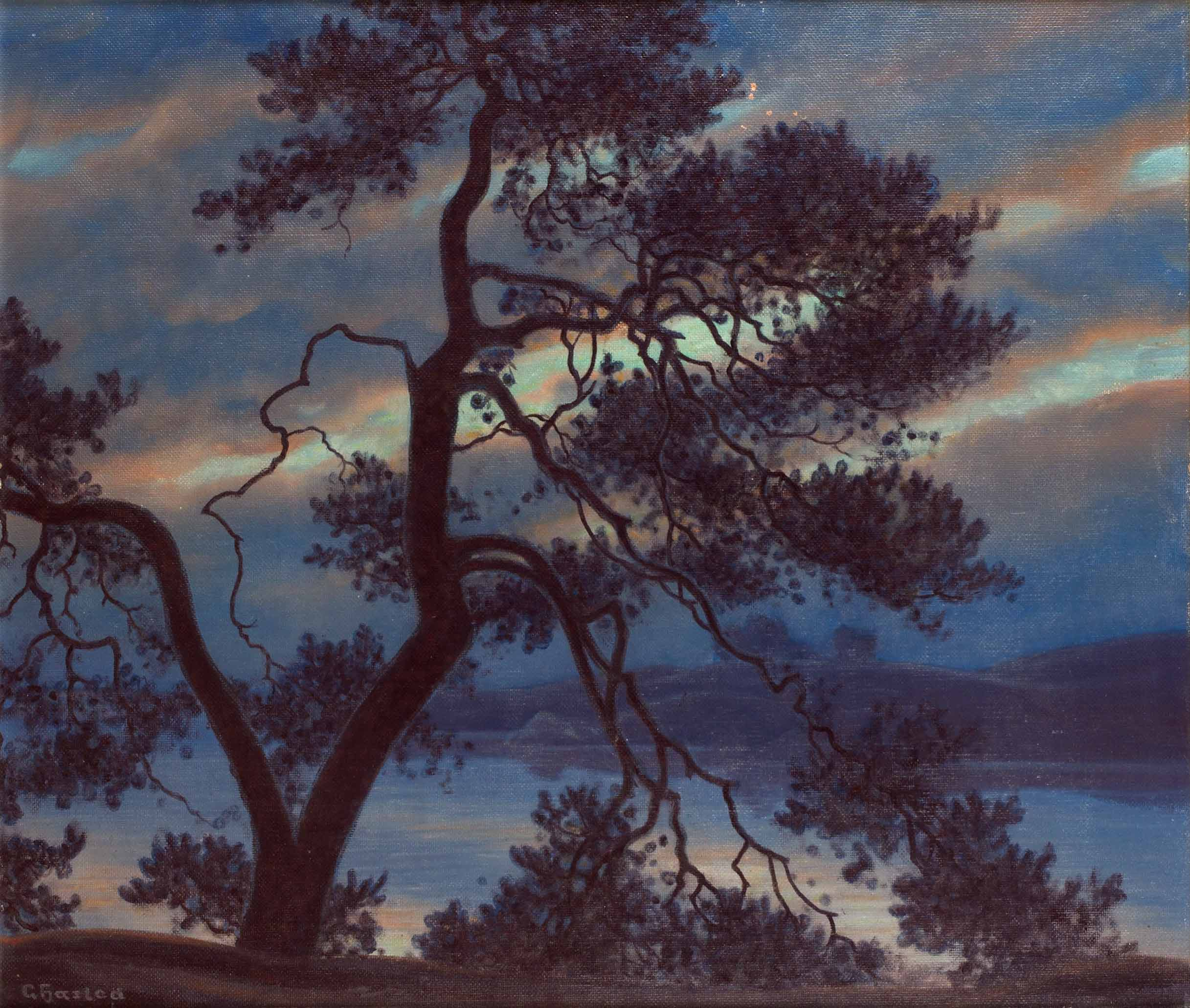
«Сутінковий пейзаж». Картина Густава Ф'єстада

## Біографія
Народився у Стокгольмі 22 грудня 1868 року в сім'ї чоботаря Педера Крістенсена та Крістіни Андерссон. Навчався в Королівській академії вільних мистецтв (1891-1892), потім — у Школі живопису. Був учнем відомих шведських художників Бруно Лільєфорса (разом із ним брав участь у оформленні Стокгольмського біологічного музею) та Карла Улофа Ларссона (асистував йому при створенні фресок для Національного музею Швеції).  
У молодості активно займався спортом. У 1891 році на змаганнях у Норвегії з бігу на ковзанах встановив світовий рекорд на дистанції в 1 милю (2.51,2). У 1892 став переможцем 10-кілометрової велогонки Mästerskapsridt för Sverige — першої в Швеції, відкритої для всіх бажаючих; того ж року переміг у велогонці, що вперше проводилася, «Навколо Меларена».  
У 1897 році Ф'єстад переїхав до старої студії скульптора Ерікссона Крістіана в селі Тасеруд біля міста Арвіка в провінції Вермланд (зараз це житловий район у складі Арвіки), де прожив до кінця свого життя. 1898 року з Тасеруда він відправив на виставку до Стокгольма свої роботи, які принесли йому перший успіх. Згодом у Тасеруді Ф'єстад організував колонію художників Ракстад (Rackstad, від назви прилеглого озера Racken). 

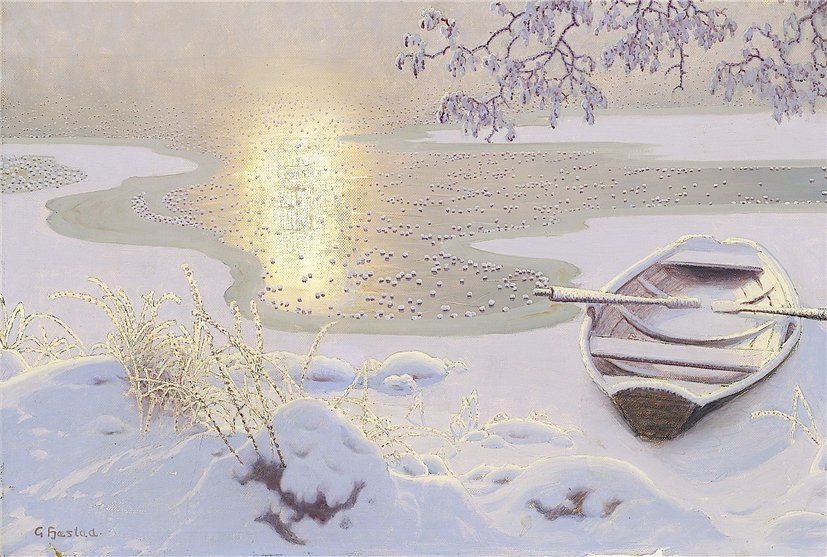
«Самотність». Картина Густава Ф'єстада (1947)

У 1908 року в Стокгольмі відбулася його перша персональна виставка, на якій були показані як його картини, так і зразки декоративно-ужиткового мистецтва. Пізніше відбулося ще кілька його персональних виставок — в 1910 знову в Стокгольмі, в 1914 - в Берліні, в 1927 - в Лондоні, в 1932 - в музеї Вермланда. Його роботи, що відрізнялися особливою образотворчою технікою, друкувалися в багатьох виданнях і були широко відомі по всій країні, водночас професійні критики оцінювали його роботи не так захоплено. Значна частина його робіт - це зимові пейзажі Вермланда (Ф'єстада називали Rimfrostens mästare — «майстер (господар) інею»), для яких характерна велика увага до деталей та стилістична близькість до японського пейзажного мистецтва. На думку критиків, Ф'єстад зі своїм «декоративним реалізмом» стоїть у шведському мистецтві особняком. 
Крім живопису, Ф'єстад займався також меблевим мистецтвом та художнім куванням, а також створив кілька кольорових гравюр на дереві. Його соснові меблі в сільському стилі зазвичай мали оздоблення, що імітує деревну кору. Найбільш відомим зразком його меблів є так званий «Диван Тіля» (Thiels soffa) з просмоленої сосни, — зроблений на замовлення Тільської галереї комплект, що складається з величезного дивана, столу і крісел. 

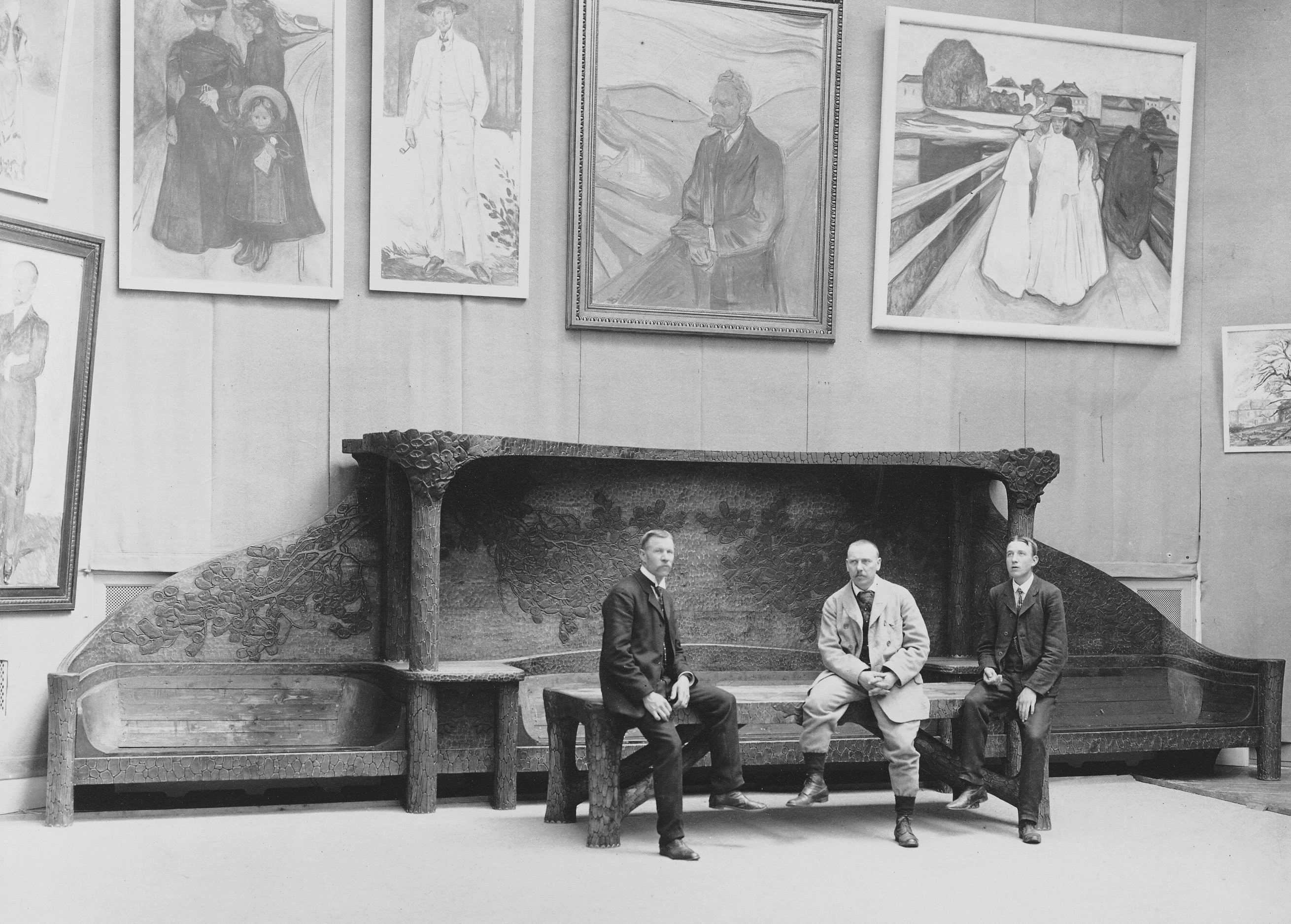
«Диван Тіля» (без крісел) у Тільській галереї у Стокгольмі. Густав Ф'єстад — у центрі, праворуч від нього різьбяр по дереву Оле Еріксон, ліворуч — тесляр Адольф Свенсон. Фото: Оскар Елльквіст (1908)

Помер 17 липня 1948 року у Арвіці.

## Сім'я
Дружина (з 15 липня 1898 року) — Керстін Марія (Мая) Ф'єстад (до шлюбу Халлен, 1873-1961), займалася створенням гобеленів, а також гравюр на дереві.  
У пари було четверо дітей, у тому числі Бу Фьєстад (1903-1991), який став художником і скульптором. Одна з дочок, Агнета (1901—1997), 1981 року опублікувала книгу про своїх батьків, написану на основі документів, листів та власних спогадів. За спогадами Агнети, Густав Ф'єстад був людиною могутньою і домінуючою (kraftfull och dominerande) — і його діти трохи побоювалися. 